# 福岡県の大学一覧

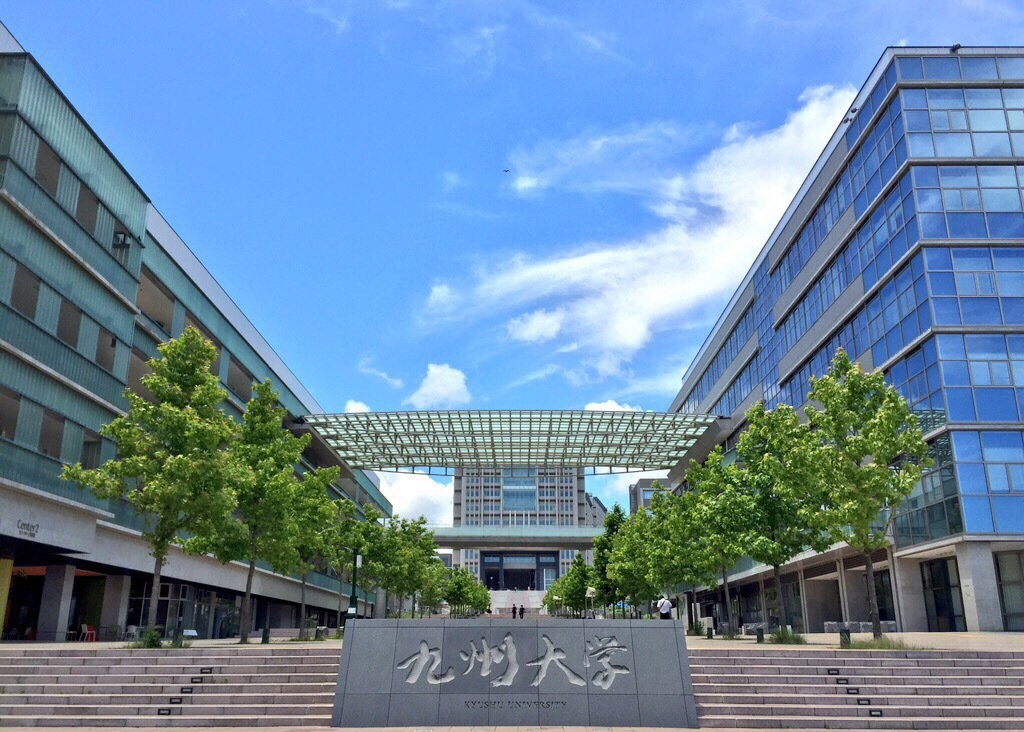
九州大学

福岡県の大学一覧（ふくおかけんのだいがくいちらん）は、福岡県に所在する大学の一覧である。

## 国立

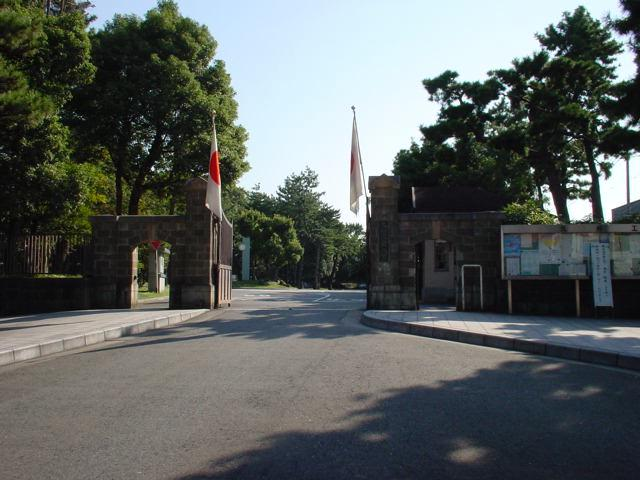
九州工業大学

- 九州大学
- 九州工業大学
- 福岡教育大学

## 公立

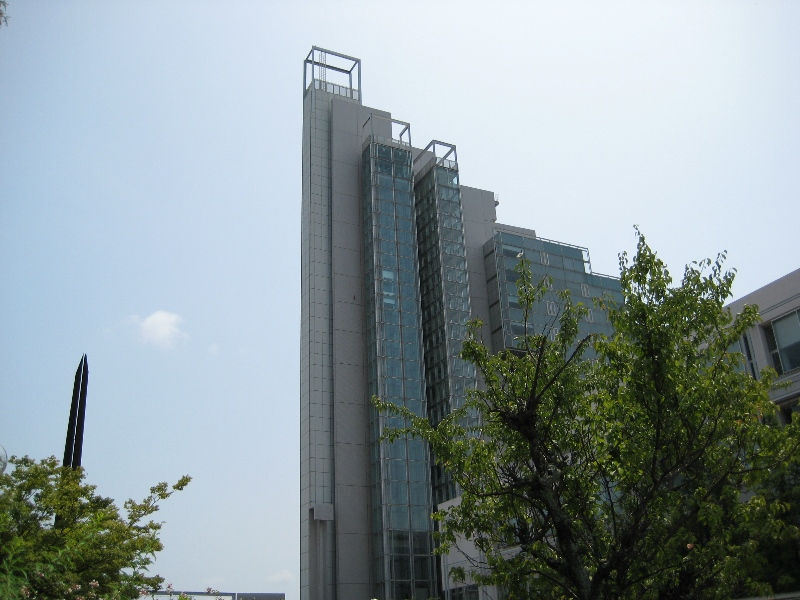
北九州市立大学

- 北九州市立大学
- 九州歯科大学
- 福岡県立大学
- 福岡女子大学

## 私立

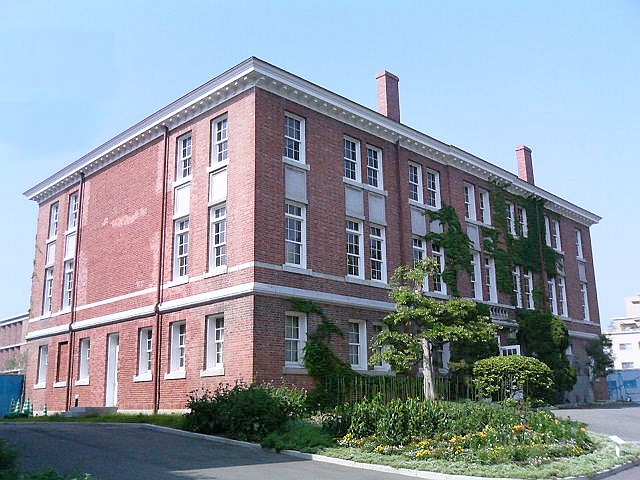
西南学院大学博物館

- 九州栄養福祉大学
- 九州共立大学
- 九州国際大学
- 九州産業大学
- 九州情報大学
- 九州女子大学
- 近畿大学福岡キャンパス
- 久留米大学
- 久留米工業大学
- グロービス経営大学院大学福岡校
- 国際医療福祉大学福岡県大川キャンパス
- サイバー大学（通信教育のみ）
- 産業医科大学
- 純真学園大学
- 西南学院大学
- 西南女学院大学
- 聖マリア学院大学
- 第一薬科大学
- 筑紫女学園大学
- 帝京大学福岡キャンパス
- 中村学園大学
- 西日本工業大学
- 日本経済大学福岡キャンパス
- 日本赤十字九州国際看護大学
- 福岡大学
- 福岡看護大学
- 福岡工業大学
- 福岡国際医療福祉大学
- 福岡歯科大学
- 福岡女学院大学
- 福岡女学院看護大学
- 早稲田大学北九州キャンパス